# Ashton (Idaho)
Pour les articles homonymes, voir Ashton.
Ashton est une ville située dans le comté de Fremont, dans l'État de l'Idaho aux États-Unis.

## Démographie
| 1910 | 1920  | 1930  | 1940  | 1950  | 1960  |
| ---- | ----- | ----- | ----- | ----- | ----- |
| 502  | 1 022 | 1 003 | 1 203 | 1 256 | 1 242 |

| 1970  | 1980  | 1990  | 2000  | 2010  | - |
| ----- | ----- | ----- | ----- | ----- | - |
| 1 187 | 1 219 | 1 114 | 1 129 | 1 127 | - |

Lors du recensement de 2010, sa population s'élevait à 1 127 habitants.